# Hammer Productions
Hammer Productions és una companyia cinematogràfica anglesa fundada per sir James Carreras el 1934, coneguda por la realització d'una serie de films de terror gòtic produïts entre els anys 1955 i 1979.
Aquesta productora es va especialitzar en històries de ciència-ficció, suspens i terror, amb la participació d'actors del gènere com Christopher Lee i Peter Cushing.
L'època d'esplendor de la Hammer se situa als anys 1960, on realitzà una sèrie de pel·lícules sobre Dràcula, Frankenstein i la mòmia. Part de l'èxit de la productora es degué a la col·laboració de l'empresa nord-americana Warner Brothers.

## Història
El 1934 l'actor Will Hinds (amb el nom artístic de Will Hammer) fundà la Hammer Productions. A l'any següent es va unir a sir James Carreras (1880-1950), propietari d'una cadena de cinemes, per originar l'Exclusive Films, una empresa dedicada a la distribució de films. Durant els anys 1930 la "primitiva" Hammer va produir algunes comèdies i un film de suspens titulat The mistery of the Mary Celeste, amb Béla Lugosi. Als anys '40 els negocis van anar malament i la Hammer deixà de produir durant la Guerra. No obstant això els fills dels socis fundadors, Anthony Hinds (1922) y James Carreras (1909-1990), van començar a treballar a l'Exclusive, arribant a distribuir una certa quantitat de pel·lícules de baix pressupost.
En 1945 James Carreras i el seu fill Michael Carreras es van quedar amb la distribuïdora Exclusive. Dos anys després, havent-se decidit a encausar cap al terreny dels films de baix pressupost, la Hammer es va convertir en la Hammer Film Production Limited, amb James i Enrique Carreras i Will i Anthony Hinds com a directors. La seva primera pel·lícula va ser River Patrol (1948).
James Carreras va adoptar una filosofia molt hollywoodiana des del principi: produir pel·lícules rendibles al menor cost possible. Per dur-la a terme va fixar un sostre per als pressupostos de les seves pel·lícules de 20.000 GBP. A poc a poc Carreras es va anar adonant que el més rendible eren els films de suspens i intriga, els thrillers, un dels primers exemples dels quals va ser Room to Let (1950).

## Les sagues de terror
El cicle d'horror de la Hammer va començar amb el film La maledicció de Frankenstein (1956), dirigit per Terence Fisher. Dos anys més tard s'inicià la important saga de Drácula con la participació de Christopher Lee como Dràcula i Peter Cushing com a Van Helsing.
L'èxit d'aquests films va ser tan aclaparador que la companyia es va dedicar gairebé exclusivament a produir pel·lícules i sagues de literatura gòtica, continuant amb La venjança de Frankenstein (1958), La mòmia (1959), The Two Faces of Dr. Jekyll (1960).
Una altra saga vampírica encarada per la productora va ser la de Carmilla Karstein, la vampira de l'obra homònima escrita per Sheridan Le Fanu i composta per tres parts: The Vampire Lovers (1970), Lust for a Vampire (1970) i Twins of Evil (1971).

## Les sagues de ciència-ficció
Encara que la producció de la Hammer en aquest gènere va ser escassa, el primer èxit internacional de la productora va ser L'experiment del Dr. Quatermass (1955), dirigit per Val Guest i basat en un guió de Nigel Kneale. A l'any següent l'estudi reincidiria amb Quatermass 2. Però el fabulós èxit de La maledicció de Frankenstein acabaria per superar les bones recaptacions dels dos films. La Hammer conclouria la saga basada en el personatge de Nigel Kneale en 1967 amb Quatermass and the Pit.

## Tornada de la companyia
Recentment, la companyia ha produït la versió nord-americana de Låt donin rätte komma in (Deixa'm entrar), amb el títol en anglès Let Me In, estrenada el 2010 i dirigida per Matt Reeves, protagonitzada per Chloe Moretz i Kodi Smit-McPhee.

## Principals directors
- Terence Fisher
- Val Guest
- John Gilling
- Roy Ward Baker
- Freddie Francis
- Seth Holt
- Anthony Bushell
- Michael Carreras
- Peter Sasdy
- Don Sharp
- Robert Day
- John Hough
- Alan Gibson

## Filmografia (parcial)
- 1935
  - Polly's two fathers
  - The public life of Henry The Ninth

- 1936
  - Musical Merrytones NO.1
  - The Mistery of the Mary Celeste
  - Song of freedom

- 1937	
  - The bank messenger mistery
  - Sporting love

- 1945	
  - Old father Thames

- 1946	
  - Candy's Calendar
  - Cornish holiday
  - An englishman's home
  - It's a dog's life
  - Peke's sold a pop
  - Perchance to sail
  - Skiffy goes to sea
  - Tiny wings
  - We do believe in ghosts

- 1947	
  - Birthplace of fame
  - Bred to stay 
  - Crime reporter
  - Death in high heels
  - Life is nothing without music
  - Material evidence
  - Paddy's milestone
  - What the stars foretell

- 1948	
  - Dick Barton, special agent
  - Dick Barton detective
  - The end of the bridge
  - Highland story
  - Emerald isle
  - Tale of a city
  - Who killed Van Loon

- 1949	
  - The adventures of p.c. 49
  - Celia - the sinister affair of poor aunt Nora
  - Dick Barton strikes back
  - Dr. Morelle - the case of the missing heiress
  - Jack of diamonds

- 1950	
  - Dick Barton at bay
  - The lady craved excitement
  - Monkey manners
  - Queer fish
  - Room to let
  - Someone at the door
  - What the butler saw

- 1951	
  - Black widow
  - A case for p.c. 49
  - Chase me Charlie
  - The dark light
  - To have and to hold
  - The rossiter case
  - Village of bray

- 1952	
  - Call of the land
  - Cloudburst
  - Death of an angel
  - Giselle
  - Lady in the fog
  - The last page
  - Made for laughs
  - Never look back
  - River ships
  - A stolen face
  - Whispering smith hits London
  - Wings of danger

- 1953	
  - Between two frontiers
  - Blood orange 
  - Cathedral city
  - A day in the country
  - The flanagan boy
  - Four-sided triangle
  - The gambler and the lady
  - Mantrap
  - The saint's return
  - Sky traders
  - Spaceways
  - Valley of peace
  - The world's smallest country

- 1954
  - Flace de music
  - Blood Orange
  - Life with the lions
  - The house across the lake
  - The stranger came home
  - Five days
  - 36 hours
  - Men of serwood forest
  - Mask of dust

- 1955
  - The lions in Paris
  - Break in the circle
  - Third party risk
  - Murder by proxy
  - Cyril Stapeton and the show band
  - The glass cage
  - The Erik Winstone Band Show
  - The quartermass experiment
  - The right person

- 1956
  - Just for you
  - A man on the beach
  - Parade of the bands
  - Erik Winstone's strage coatch
  - Woman without men
  - Copenhagen
  - X the unknown
  - Dick Turpin, highwayman

- 1994
  - Flesh and Blood: The Hammer Heritage of Horror

- 2008
  - Beyond the rave (solo por Internet)

- 2010
  - Let me in

- 2012
  - The woman in black